# NViZn
nViZnは、Javaをベースにした統計グラフィックシステムである。

## 歴史
nViZnはDan Ropeが開発したJavaのGPL(Graphics ProductionLibrary)クラスから発展した。Dan Rope は1996年にDan Carr とともにGeorge Mason大学でGPLを開発していた。1996年にLeland Wilkinsonがグラフィックスの文法という、統計画像表示の新しい概念を学会で提案した。それを聞いていたDan Carrが共同開発を持ちかけ、1996年よりまったく新しい統計画像システムとして開発が始まった。開発資金はSPSS社の資金援助のもと、三人での開発が始まった。その後多くのプログラマーが参加しnViZn が開発された。

## 特徴
Leland Wilkinson が提唱したグラフィックスの文法に基づいて開発されている。

## 参照
1. ↑  http://www.cs.uic.edu/~wilkinson/nViZn/nvizn.html